# 25時の愛の歌
「25時の愛の歌」（にじゅうごじのあいのうた）は、1985年12月16日にリリースされた岩崎宏美の38枚目のシングル。ビクター音楽産業から発売された。

## 概要
表題曲は4作目の日本テレビ系『火曜サスペンス劇場』の主題歌となった。本作は12インチ・シングルとしてリリースされ、カップリングとしてこれまで岩崎が歌い同ドラマの主題歌として使用された3曲も収録されている。

## 収録曲
- 全作詞：山川啓介／全編曲：木森敏之

1. 25時の愛の歌
作曲：木森敏之
2. 橋
作曲：木森敏之
3. 家路
作曲：木森敏之
4. 聖母たちのララバイ
作曲：木森敏之、John Scott